# Nancy Boy
«Nancy Boy» — пісня групи Placebo, випущена як третій сингл з їхнього дебютного альбому. Він був випущений 20 січня 1997 року. Пісня стала справжнім хітом, досягнувши 4 місця у британському чарті.

## Список композицій
- CD1

1. «Nancy Boy» (radio edit)
2. «Slackerbitch»
3. «Bigmouth Strikes Again»
4. «Hug Bubble» (Brad Wood mix)

- CD2

1. «Nancy Boy» (Sex mix)
2. «Eyesight to the Blind»
3. «Swallow» (Desiner/U-Sheen mix)
4. «Miss Moneypenny»

- Грамофонна платівка

1. «Nancy Boy» (Sex mix)
2. «Slackerbitch»

## Відеокліп
У відео для «Nancy Boy» група виконує пісню на дуже різноманітному фоні. Барабанщик Стів Х'юїт зображується з розмитим обличчям, тому що по контракту він все ще був у складі іншої групи. Фігури у відео мають велике спотворення. Є також дивні об'єкти у відео, як наприклад кулак з ногами і ванна, повна ніг.

## Позиції в хіт-парадах
| Чарт (1997)         | Найвища позиція |
| ------------------- | --------------- |
| Irish Singles Chart | 4               |
| UK Singles Chart    | 4               |